# نوبة نقص تروية عابرة
نوبة نقص التروية العابرة أوالنوبة الإقفارية العابرة (بالإنجليزية: Transient ischemic attack) هي نقص حاد في التروية لجزء من الدماغ ينجم عنه أعراض تماثل فقدان وظيفة هذا الجزء من الدماغ، كالفالجة (شلل نصفي) أو فقدان نصفي للإحساس، أو فقدان المقدرة على الكلام أو التعبير... الخ؛ لفترة زمنية قصيرة أقصاها 24 ساعة، لتعود تلك الأعراض وتختفي بشكل كامل (لذلك سمي الإقفار بالعابر). استمرار الأعراض لمدة أطول من 24 ساعة يعني إصابة المريض بالسكتة الدماغية.

## الآلية المرضية
الخلل العصبي الناشئ في جزء من الدماغ أو النخاع الشوكي أو الشبكية ينجم عن قصور في التروية الدموية لهذا الجزء أو ذاك، تماماً كما هو الحال في السكتات الدماغية. قصور التروية الدموية لفترة تتجاوز الدقائق المعدودة يؤدي إلى ضرر في الخلايا العصبية، بحيث تفقد في الدقائق الأولى وظيفتها، فإذا ما استمر انقطاع التروية الدموية لدقائق أخرى يصير الخلل دائماً بموت الخلايا العصبية.
ينجم نقص التروية الدماغية (أو ما يُدعى إقفار) عن مرض التصلب العصيدي، بسبب تراكم الكوليسترول في جدران الأوعية الدموية؛ مما يسبب تضخماً للجدار، ومن ثم ترتبط مركبات الكوليسترول بالكالسيوم لتُحدث تصلبات في جدران الأوعية الدموية. هذه التكلسات قد تتكسر لتنطلق في الوعاء الدموي مشكّلةً نواةً للخثرة التي تحدث انسداداً في تفرعات الأوعية الدموية.

## الأعراض
تختلف أعراض النوبة الإقفارية العابرة بحسب الجزء من الدماغ المصاب بنقص التروية، فيتمثل العَرَض بفقدان الوظيفة التي كان يؤديها ذلك الجزء من الدماغ (كما يحدث في السكتة الدماغية) إلا أن هذه الأعراض تتراجع بعد دقائق قليلة وفي الغالب قبل مرور ساعة من ظهورها، وكحد أقصى خلال 24 ساعة من بداية ظهورها بدون أي تدخل طبي. أهم أشكال النوبة الإقفارية:

## فالج (شلل نصفي)
يحدث الفالِج عن إصابة القشرة الحركية في الدماغ، مما يؤدي إلى ضعف أو شلل في حركة ذلك الجزء من الجسم الذي يتم التحكم بعضلاته في تلك المنطقة من الدماغ. يتراوح الشلل ما بين ضعف يكاد يُلاحظ للقوة وما بين فقدان كامل للقدرة على التحكم بالعضلات.
يقوم الشِّق الأيسر من الدماغ بالتحكم في حركة الشق المقابل - أي الأيمن - من الجسم، لذا فعند إصابة الجزء المسؤول عن حركة اليد في الشِّق الأيسر من الدماغ فإن شللاً يصيب اليد اليمنى؛ والعكس صحيح (النصف الأيمن من الدماغ يقابله النصف الأيسر من الجسم). ويكون الشلل نصفياً أي أنه يصيب أحد شقي الجسم دون الآخر، لذلك يُسمى الفالج أيضاً بالشلل النصفي.
يمكن للشلل النصفي أن يصيب كامل الشق من الجسم، كما يمكن له أن يصيب منطقةً معينة من الجسم مثل:

الشلل النصفي في الوجه، هنا شلل "بِل")

- الوجه حيث تتأثر العضلات الإيمائية في الوجه (وهي العضلات التي تتحكم في حركة الوجه وتعابيره لذا تُدعى بالإيمائية). ويظهر على المريض عند إصابته بشلل نصفيٍ في الوجه بأن أحد شقي الوجه جامدٌ لا يتحرك، وتكون زاوية الشفتين متوجهة للأسفل، وبسبب فقدانه السيطرة على كامل شفتيه، فإن ارتشاف السوائل يصبح صعباً في الجهة المصابة ويخرج السائل من تلك الزاوية. كما يفقد المريض القدرة على الابتسام بأحد شقي وجهه، ويفقد القدرة على إغلاق عينه بنفس الجانب بشكلٍ كامل.
- الذراع واليد حيث تتأثر العضلات في الطرف العلوي من الشق المصاب، بحيث يفقد المريض السيطرة على ذراعه أو على يده، وتتراوح درجة الشلل من ضعف بسيط لا يكاد يُلاحظ، ولكن يشكو المريض من فقدانه مهارته في أداء المهام بتلك اليد (قد يفقد السيطرة على ما يمسكه بيده فيوقعه مثل فقدانه السيطرة على كاس الشاي أو القهوة). يتم فحص ذلك بالطلب من المريض مد يديه وذراعيه إلى الأمام وإغلاق عينيه (حتى لا يُصحح وضعية ذراعيه إذا ما رأي نزول إحداهما) ومراقبة مستوى الذراعين، فالمريض المصاب بضعف تنزل ذراعه إلى مستوى أقل من الذراع الأخرى وتدور يده للداخل.
- الرجل والقدم ويمكن فحص ذلك بالطلب من المريض بالوقوف على أصابع أقدامه، والطلب منه بعد ذلك الوفوف على عقب القدم ورفع مقدمة الأقدام للأعلى، بهذه الطريقة يمكن اكتشاف ضعف عضلات الرجل والأقدام.

## الحُبسة (الصعوبة في الكلام)
يعاني المريض من صعوبةٍ في النطق والكلام، ولذلك نوعان: إما أن يعاني بصعوبةٍ في نطق الحروف (حُبسة نطقية)، أو يعاني من صعوبة في صياغة وفهم معاني الكلمات ورموزها.

## كُمنة عابرة
يضيف البعض الكُمنة العابرة (بالإنجليزية: Amaurosis fugax) أي فقدان البصر العابر في إحدى أو كلتا العينين الناجم عن خثرة في الشبكية أو في مركز الإبصار في الدماغ. فبرغم أنها لا تصيب الدماغ بالمعنى الحقيقي، إلا أنها تشابه النوبة الإقفارية العابرة تماماً، وبما أن البعض يعتبر الشبكية جزءاً متقدماً من الدماغ فيمكن ضمها لأعراض النوبة الإقفارية العابرة.

## فقدان التوازن
في حالات إصابة المخيخ بنقص في التروية، فإن مقدرة الجسم على التوازن، كما أن مقدرته على أداء الحركات المعقدة (مثل السير في خط مستقيم مغمض العينين) تتأثر سلباً. كما يشعر العديد من المرضى بالدُّوار وفقدان التوازن، وقد يشعرون بالغثيان والرغبة بالتقيء.

## الانتشار الوبائي
يشابه الانتشار الوبائي للنوبات الإقفارية العابرة الانتشار الوبائي للسكتة الدماغية، وتُقدر نسبة حدوث النوبة الإقفارية العابرة ب1,1 بالألف في الولايات المتحدة وما يشبه ذلك في المملكة المتحدة:. كما أن هذه النوبات جرس إنذار مهددة بخطر حدوث سكتة دماغية في المستقبل القريب، فحوالي 15% من المصابين بالسكتة الدماغية أصيبوا قبل ذلك بوقت قصير بنوبة إقفارية، وتكون احتمالية إصابة مريض النوبة بالسكتة القلبية خلال اليومين التاليين للنوبة تبلغ ما بين 4-5%، وحوالي 11% خلال الأسبوع التالي للنوبة الإقفارية!
كما يتفاوت معدل وقوع المرض بحسب العمر، فبينما يُصاب 1-3 من كل 100.000 ممن هم تحت سن 35 سنة، ترتفع النسبة فيمن تجاوزت أعمارهم 85 سنة إلى 1500 حالة من كل 100.000 فرد!

## التشخيص والعلاج
في العادة يتم تشخيص النوبة الإقفارية العابرة عن طريق تقصّي السيرة المرضية، إذ أن الأعراض تستمر في معظم الحالات لوقتٍ قصير لا يتجاوز 10 دقائق، يكون من الصعب الوصول إلى الطبيب خلال هذه الفترة. أما في الحالات التي تستمر فيها الأعراض لمدة أطول من 10 دقائق، فإن الفحص السريري الجيد يشكل أدق أدوات التشخيص، إذ أنه يمكّن من تحديد أعراض المرض بشكل دقيق، ويسمح لمراقبة تحسن هذه الأعراض أو تطورها. كما أنه يمكن لطبيب الأعصاب أن يُخمّن بناءً على الأعراض موقع الإصابة من الدماغ، وذلك من خلال معرفته لسير الأعصاب، ولمراكز الدماغ المختلفة، مما يؤهل لفحوصات طبية أدق للتروية الدماغية.
عند إثبات التشخيص - غالباً عن طريق التأكد من السيرة المرضية - فإن هناك مجموعة فحوصات لابد من إجرائها لتشخيص الأسباب الكامنة وراء النوبة الإقفارية، ويُنصح بعرض المريض على مختصين في أمراض القلب ومختصين في الأمراض العصبية وذلك لمحاولة علاجها وتجنب حصول السكتة الدماغية إن أمكن ذلك. لذا فإنه يُنصح بإجراء الفحوصات التالية:
- فحص نظم القلب برسم مخطط القلب الكهربائي، وأحياناً فحص نظم القلب من خلال فحص مخطط القلب الكهربائي على مدى 24 ساعة. ويهدف هذا الفحص للتأكد من عدم إصابة المريض برجفان أذيني أو رفرفة أذينية كأحد مصادر الخثرات.
- تصوير الشريان السباتي لاكتشاف تضيقاته، التي يكمكن أن تكون سبباً في حدوث النوبة الإقفارية إما بسبب تضيقات الشريان السباتي أو بسبب انفلات خثرة من جدار الشريان السباتي المتصلب. فهناك عدة طرق لتصوير السباتي منها تخطيط تصواتي للسباتي[7]، أو الرنين المغناطيسي أو القثطرة الشريانية.
- تخطيط صدى القلب والذي يسهل اكتشاف عيوب قلبية مثل بقاء الثقب البيضوي القلبي، أو اكتشاف التهاب الشغاف، أو عيوب الصمامات القلبية التي يمكن أن تؤدي إلى انفلات خثرات من القلب إلى الدورة الدموية، وبالتالي إلى الأوعية الراوية للدماغ.

العلاج
بما أن النوبة الإقفارية هي عابرة، فإن أعراضها تذهب بدون أي تدخل طبي (وإلا فإنها تُسمّى سكتةً دماغية). ولكن بما أن النوبة الإقفارية العابرة تمثل «إنذاراً» بسكتة دماغية وشيكة، فإن العلاج يهدف لتقليل فُرَص حدوث السكتة الدماغية. لذلك فإن علاج الأسباب الظاهرة مثل تضيق الشريان السباتي، تتمثل في علاج الشريان السباتي وإزالة التضيق، أو علاج العيب القلبي وإزالته.. وهكذا. من ناحية دوائية فإنه يُنصح بوصف مضادات تخثر الدم (عند تخمين الخثرة سبباً للنوبة الإقفارية، أو تلك المثبطة لتكدس الصفائح الدموية (عند تخمين تضيق الشرايين أو التصلب العصيدي كسبب للنوبة).